# Omega-3-fedtsyre
Omega-3-fedtsyre (også n-3 og ω-3) er betegnelsen for en familie af flerumættede fedtsyrer som har det til fælles, at de har en dobbeltbinding på kulstofatom nummer tre fra kulbrinteenden, den position på kulbrintekæden som kaldes ω-3 (omega-3).
Omega-3-fedtsyre kaldes også fiskeolie, men det er lidt misvisende, da fisk (kun) får omega-3-fedtsyre direkte eller indirekte fra alger; især mikroalger. Opdrættede fisk har typisk et lavt indhold af omega-3-fedtsyre.

## Ernæring
Nogle af de vigtigste omega-3-fedtsyrer, ernæringsmæssigt set, er alfalinolensyre (ALA), icosapentaensyre (EPA) og docosahexaensyre (DHA).
Den menneskelige krop kan ikke syntetisere omega-3-fedtsyrer fra bunden, men den kan syntetisere alle de nødvendige omega-3-fedtsyrer ud fra den simple omega-3-fedtsyre alfalinolensyre (ALA), men kroppens evne til at lave denne konvertering, er begrænset. Derfor er alfalinolensyre (ALA) en essentiel fedtsyre som skal indtages med kosten. Men grundet kroppens begrænsede evne til at lave de andre omega-3-fedtsyrer (EPA, DHA) fra ALA, kaldes (EPA, DHA) også essentielle fedtsyrer.
Ifølge fødevarestyrelsen er omega-3-fedtsyre et vigtig næringsstof for mennesker.
Sundhed.dk har en mere nuanceret beskrivelse.